# Oberstrahlbach (Gemeinde Zwettl-Niederösterreich)
Oberstrahlbach ist eine Ortschaft in Niederösterreich und liegt in der gleichnamigen Katastralgemeinde der zum Bezirk Zwettl gehörenden Stadtgemeinde Zwettl-Niederösterreich. Nach der Registerzählung von 2024 hatte die Ortschaft 336 Einwohner auf einer Fläche von 1.063,16 ha. Bis Ende 1970 war Oberstrahlbach eine eigenständige Gemeinde.

## Lage
Der Ort Oberstrahlbach liegt nördlich der Weitraer Straße L 71, in einer Entfernung von rund 4,5 km Luftlinie nordwestlich des Stadtzentrums von Zwettl. Er ist durch die Postbusse mit dem österreichischen Überlandbusnetz verbunden. Das Katastergebiet grenzt im Nordosten an Unterrabenthan, im Osten an Gradnitz, im Südosten an Niederstrahlbach, im Süden an Schickenhof, im Westen an Negers, Gerlas und Rieggers sowie im Norden an Kleinwolfgers (Gemeinde Schweiggers).

## Geschichte und Sehenswürdigkeiten
Oberstrahlbach wurde 1139 als Scelebaes zum ersten Mal urkundlich erwähnt (1157: Stralbach). Der Name bedeutet so viel wie „Bach, dessen Wasser schnell fließt“.
Er ist vom Strahlbach abgeleitet, der, aus Oberstrahlbach kommend, durch Niederstrahlbach und den sogenannten Demutsgraben in Richtung Zwettl Stadt fließt, um dort in den Zwettlfluss (auch: Zwettlbach) einzumünden.
In einem Erbschaftsstreit mit dem Stift Zwettl verzichtete Euphemia von Kuenring zu Gunsten des Klosters auf das Gut Strahlbach. Die Vergleichsurkunde aus dem Jahr 1256 befindet sich im Stiftsarchiv.
Die römisch-katholische Pfarre Oberstrahlbach wurde 1783 unter Kaiser Joseph II. gegründet und umfasst die Ortschaften Oberstrahlbach, Niederstrahlbach und Unterrabenthan.
Unter Denkmalschutz stehende Objekte im Ortsgebiet sind die katholische Pfarrkirche Hl. Dreifaltigkeit, der Pfarrhof, die Johannes Nepomuk-Kapelle, ein Bildstock der hl. Veronika sowie der Bildstock Gnadenstuhl (Stand 2017).
Aufgrund eines Großbrandes, dem am 16. März 1877 sechs Häuser zum Opfer fielen, wurde im Jahr 1884 die Freiwillige Feuerwehr Oberstrahlbach gegründet, die seitdem ohne Unterbrechung fortbesteht. Ihr Einsatzgebiet umfasst die Katastralgemeinden Ober- und Niederstrahlbach.
Laut Adressbuch von Österreich waren im Jahr 1938 in der Ortsgemeinde Oberstrahlbach ein Bäcker, zwei Gastwirte, zwei Gemischtwarenhändler, ein Schmied, zwei Schneider, zwei Schuster, ein Tischler, drei Viehhändler, zwei Wagner, ein Zementwarenerzeuger und einige Landwirte ansässig.
Oberstrahlbach gehört seit der freiwilligen Gemeindezusammenlegung im Jahre 1971 zur Stadtgemeinde Zwettl. Davor war es eine selbständige Gemeinde.
Denkmalschutzobjekte:

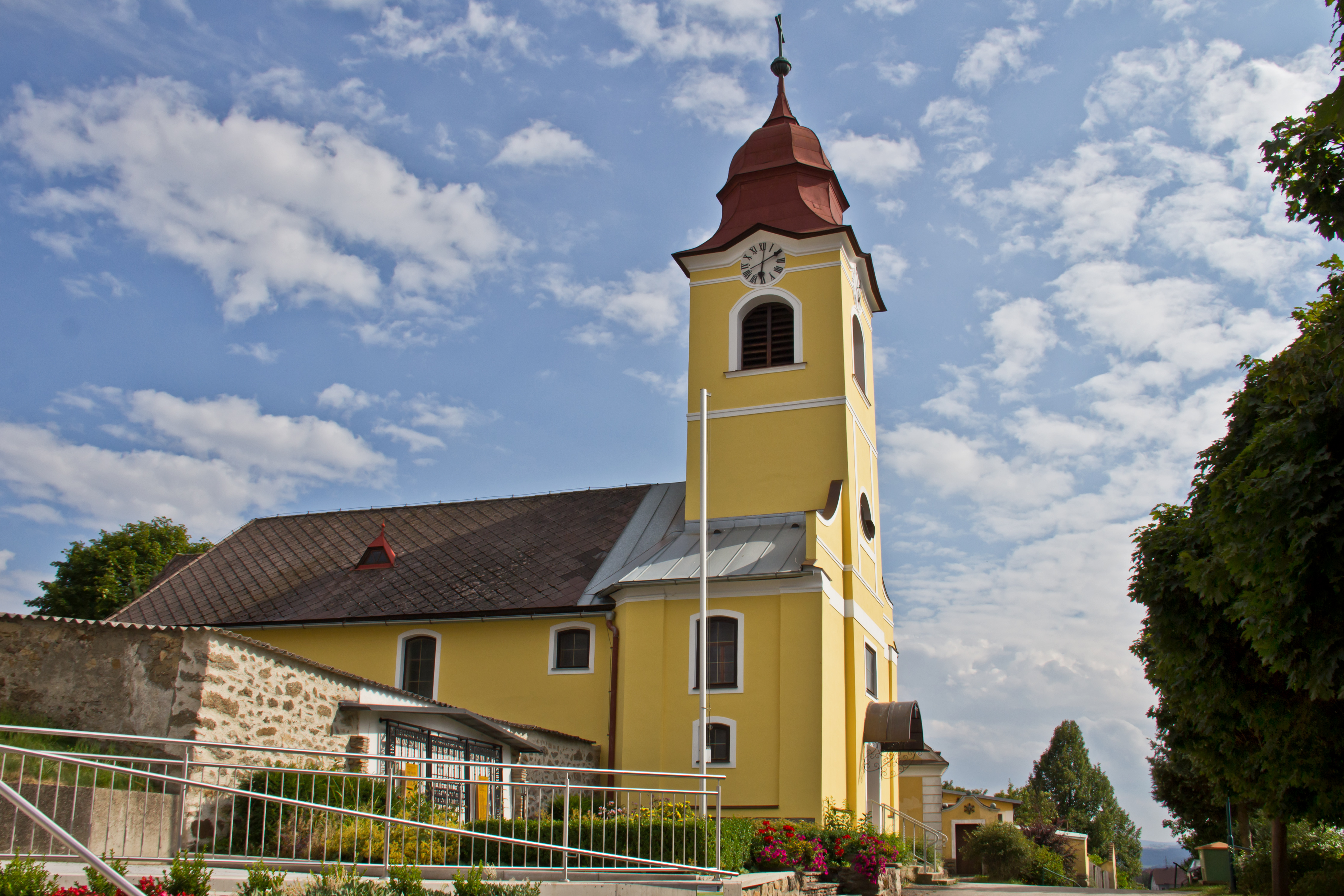
Kath. Pfarrkirche Hl. Dreifaltigkeit
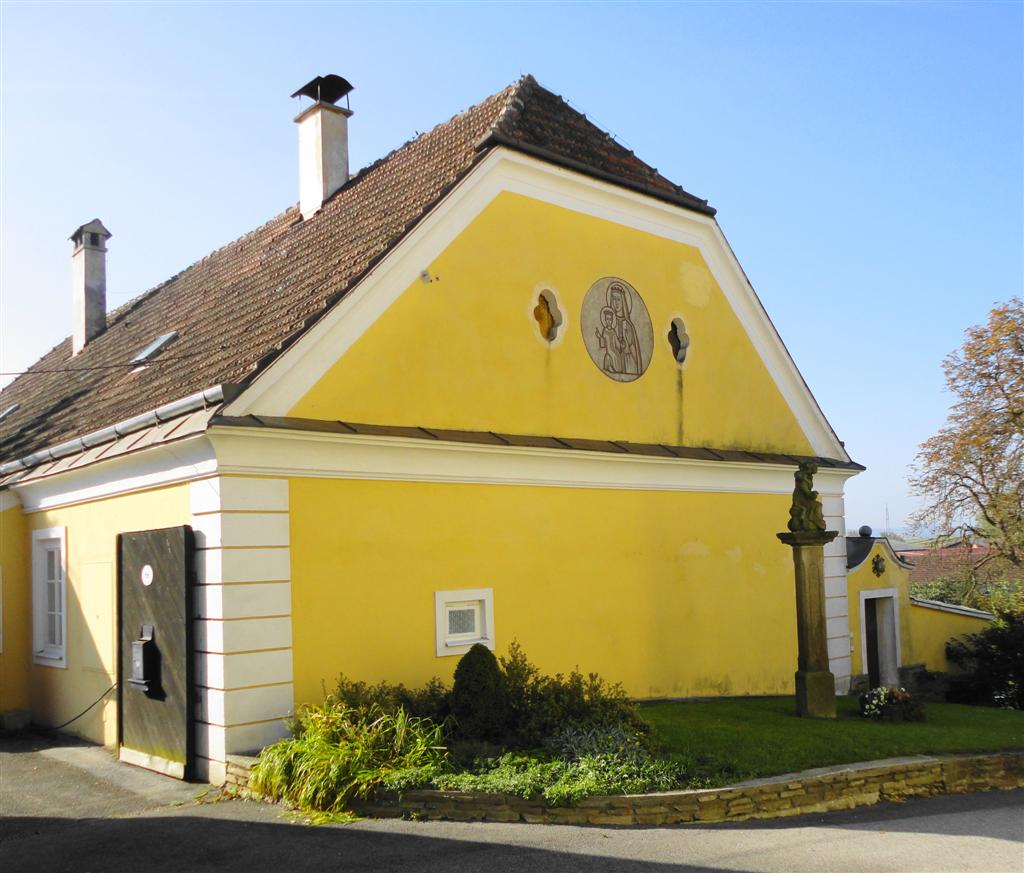
Pfarrhof Oberstrahlbach
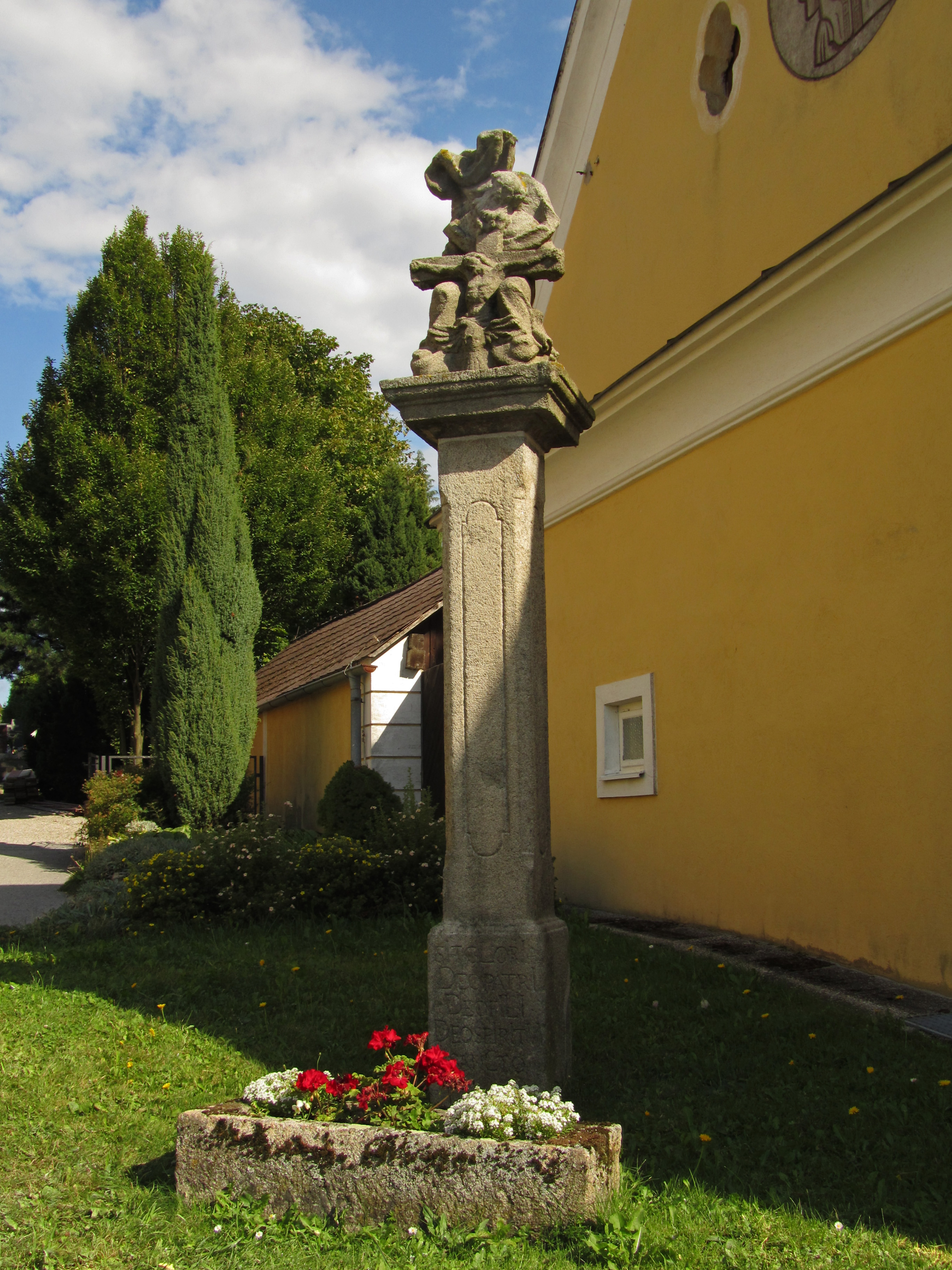
Figurenbildstock Gnadenstuhl
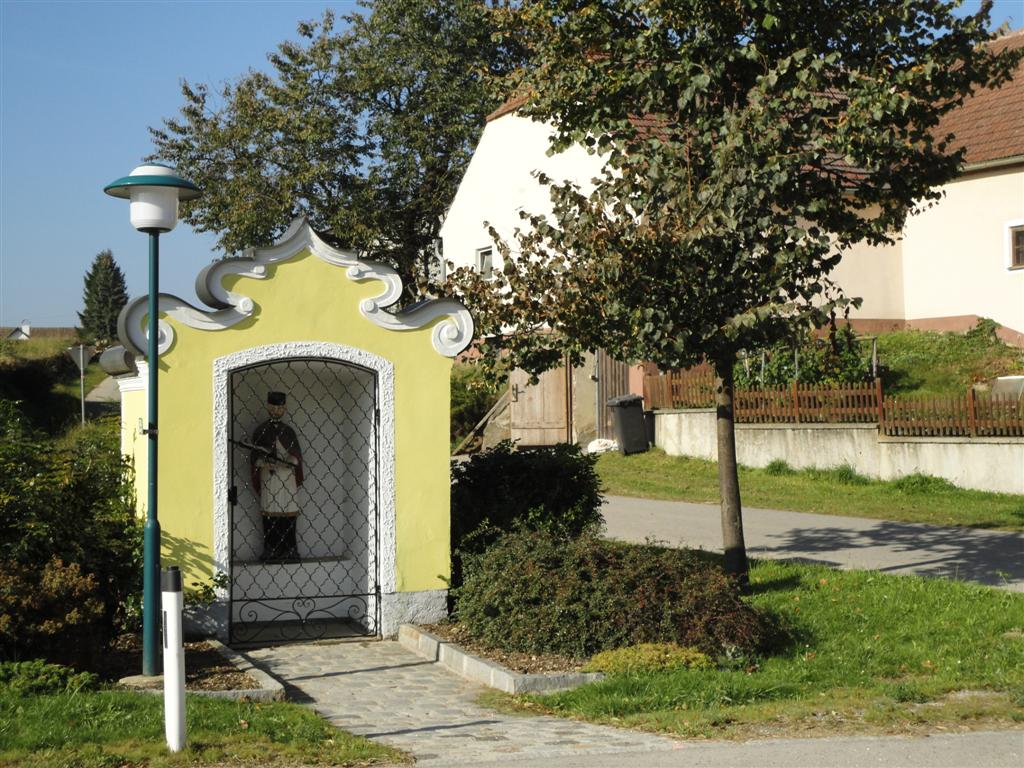
Johannes Nepomuk-Kapelle
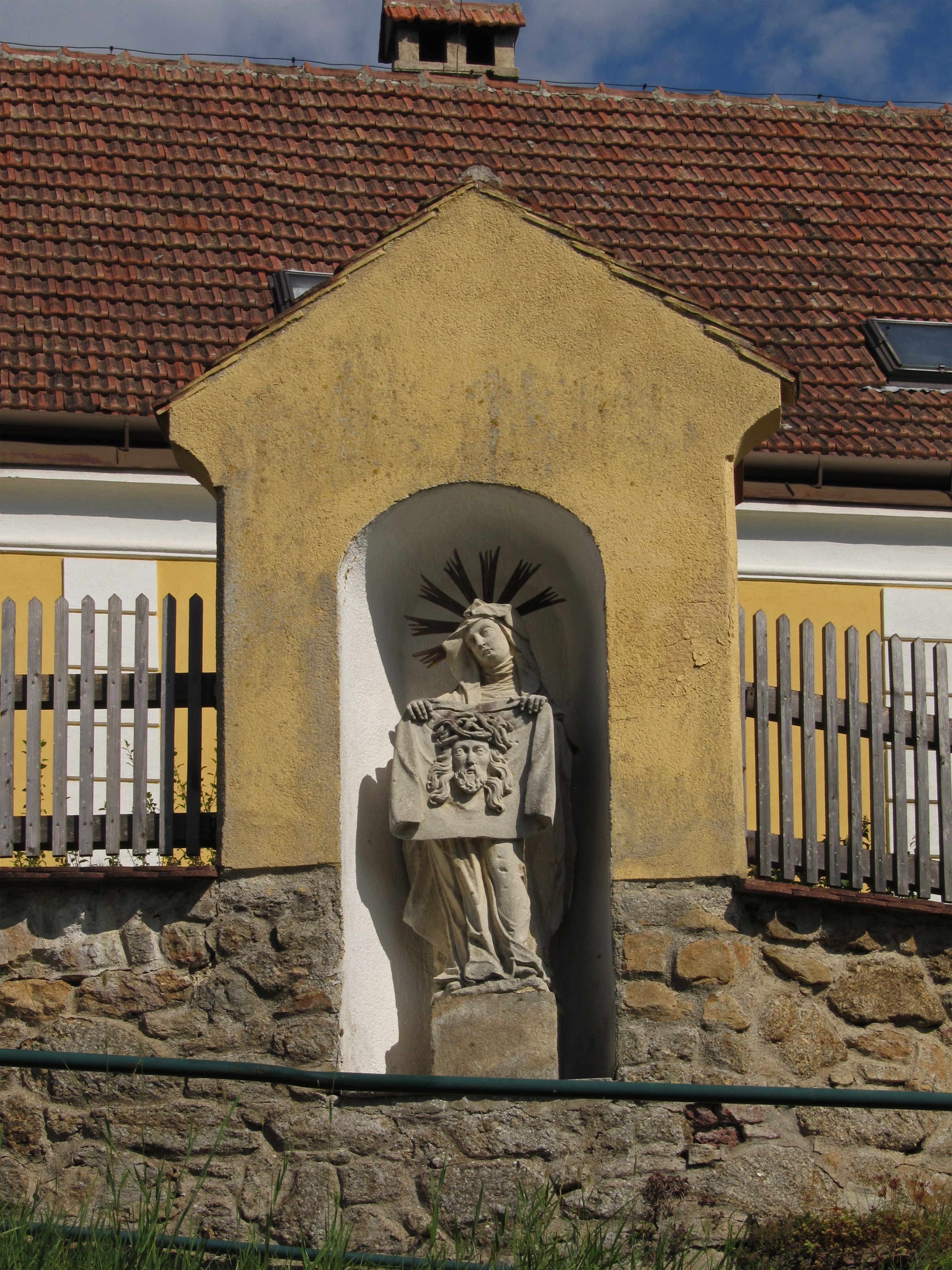
Bildstock hl. Veronika

## Öffentliche Einrichtungen
In Oberstrahlbach gibt es einen Kindergarten.